# Julia Steinberger

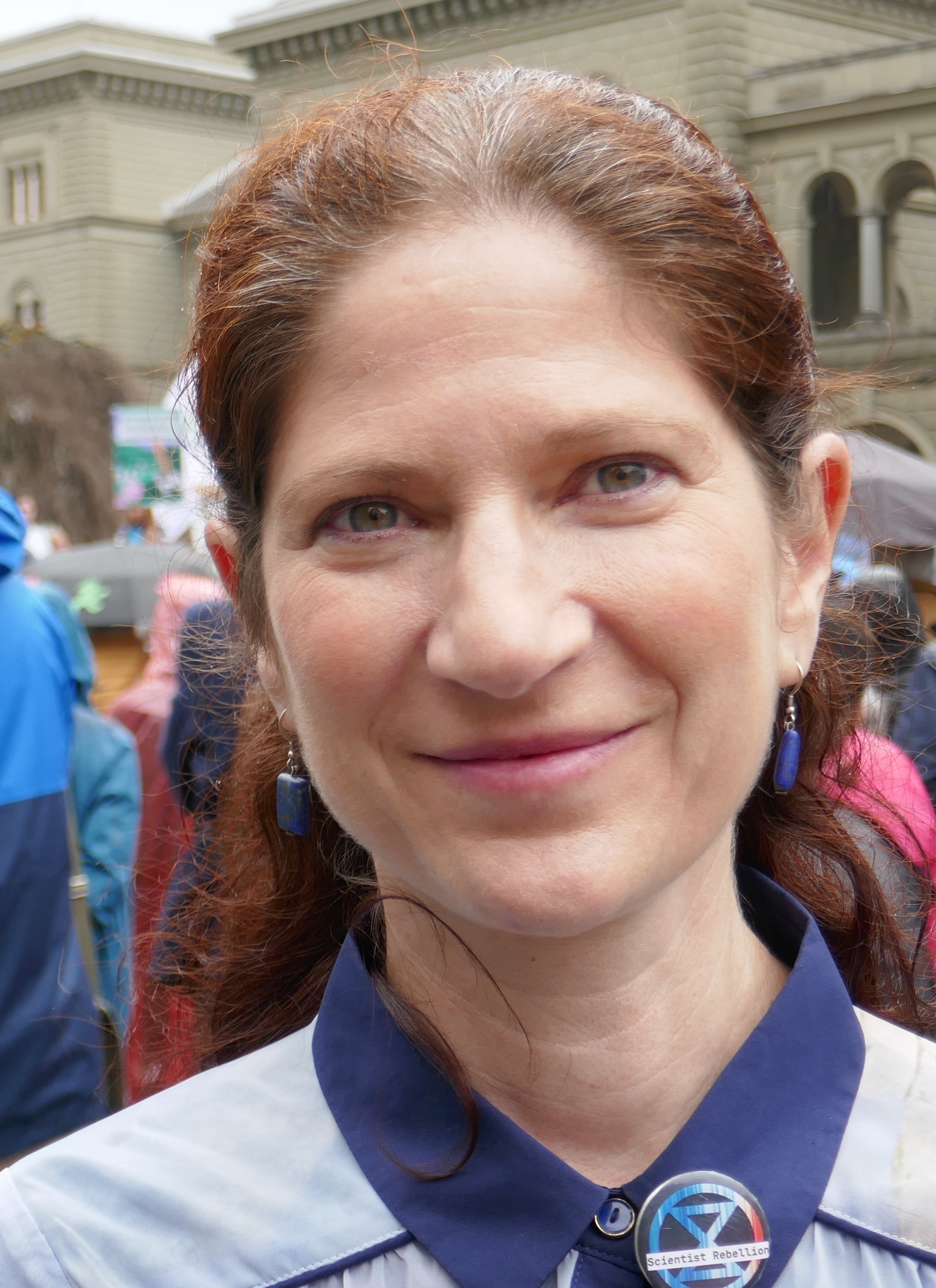
Julia Steinberger (2023)

Julia Karen Steinberger (* 1974 in Genf) ist eine US-amerikanisch-schweizerisch-britische Naturwissenschaftlerin und Umweltaktivistin.  Sie lehrt als Professorin für Ökologische Ökonomie an der Universität Lausanne. Sie untersucht die Beziehungen zwischen Ressourcennutzung, Gesellschaft und Politik.

## Leben
Julia Steinberger ist die Tochter des US-amerikanischen Physikers und Nobelpreisträgers Jack Steinberger und dessen Ehefrau, der Biologin Cynthia Steinberger-Alff (* 1939). Ihr Vater forschte ab 1968 am CERN bei Genf und ihre Mutter arbeitete bei der Weltgesundheitsorganisation in Genf und danach an der Universität Genf. Julia Steinberger hat neben der schweizerischen auch die amerikanische und die britische Nationalität. Sie wohnte mit ihren Eltern und ihrem jüngeren Bruder John in den ersten Jahren im französischen Grenzgebiet und seit 1981 in Onex im Kanton Genf. Sie besuchte die Mittelschule Collège de Saussure in Genf und erhielt 1993 den Saussure-Preis. An der Brown University in Providence und am Massachusetts Institute of Technology (MIT) studierte sie Physik und Mathematik. Am MIT wurde sie zum Thema „Progress towards high precision measurements on ultracold metastable hydrogen and trapping deuterium“ promoviert.
Sie arbeitete an der Universität Zürich und an der Universität Klagenfurt am Institut für Soziale Ökologie, das seinen Sitz in Wien hat. 2011 erhielt sie einen Lehrauftrag für Umweltökonomie und Industrieökologie an der University of Leeds und wurde dort Mitglied des Centre for Climate Change Economics and Policy. 2020 übernahm sie an der Universität Lausanne die Professur für soziale Folgen des Klimawandels. Sie führt ein Forschungsprojekt Living well within limits zum Umgang mit begrenzten Ressourcen der Erde.
In ihrer Forschung untersucht Steinberger Möglichkeiten, wie das Wirtschaftssystem transformiert werden kann. Sie war im 2021/22 erschienenen Sechsten Sachstandsberichts des Weltklimarates IPCC eine Leitautorin des Kapitels über „Minderungspfade, die mit langfristigen Zielen vereinbar sind“.
Gemäss Google Scholar hat Steinberger einen h-Index von 47 (Stand Oktober 2022).
Seit ihrem Aufenthalt in Großbritannien engagierte sich Julia Steinberger in der Bewegung Extinction Rebellion und später in der Schweiz bei Degrowth Switzerland und Renovate Switzerland. Im Oktober 2022 nahm sie im Zusammenhang mit einer Klimaaktion an einer Strassenblockade in Bern teil.
Sie ist seit 2012 mit dem Physiker Chris Parkes verheiratet und Mutter eines Sohnes.

## Film
- Der laute Frühling. Mit Interview-Beiträgen von Julia Steinberger. Labournet.tv 2024, 62 Minuten (online verfügbar).